# Lenkerville
Lenkerville es un lugar designado por el censo ubicado en el condado de Dauphin en el estado estadounidense de Pensilvania. En el Censo de 2010 tenía una población de 550 habitantes y una densidad poblacional de 1.035,62 personas por km².

## Geografía
Lenkerville se encuentra ubicado en las coordenadas 40°31′58″N 76°57′34″O / 40.53278, -76.95944. Según la Oficina del Censo de los Estados Unidos, Lenkerville tiene una superficie total de 0.85 km², de la cual 0.85 km² corresponden a tierra firme y (0%) 0 km² es agua.

## Demografía
Según el censo de 2010, había 550 personas residiendo en Lenkerville. La densidad de población era de 1.035,62 hab./km². De los 550 habitantes, Lenkerville estaba compuesto por el 96% blancos, el 2.36% eran afroamericanos, el 0.18% eran amerindios, el 0.36% eran asiáticos, el 0% eran isleños del Pacífico, el 0.18% eran de otras razas y el 0.91% pertenecían a dos o más razas. Del total de la población el 1.45% eran hispanos o latinos de cualquier raza.